# Ďasovití
Ďasovití (Lophiidae) je čeleď ryb patřící mezi paprskoploutvé.

## Rody a druhy
Popsáno je 25 druhů ve čtyřech rodech:
- rod Lophiodes Goode & Bean, 1896
  - Lophiodes abdituspinus Ni, Wu & Li, 1990 – ďas čínský
  - Lophiodes beroe Caruso, 1981 – ďas severoatlantský
  - Lophiodes bruchius Caruso, 1981 – ďas havajský
  - Lophiodes caulinaris (Garman, 1899) – ďas skvrnoocasý
  - Lophiodes fimbriatus Saruwatari & Mochizuki, 1985 – ďas třásnitý
  - Lophiodes gracilimanus (Alcock, 1899) – ďas štíhloploutvý
  - Lophiodes infrabrunneus Smith & Radcliffe, 1912 – ďas hlubinný
  - Lophiodes insidiator (Regan, 1921) – ďas natalský
  - Lophiodes kempi (Norman, 1935) – ďas Kempův
  - Lophiodes miacanthus (Gilbert, 1905) – ďas východní
  - Lophiodes monodi (Le Danois, 1971) – ďas Monodův
  - Lophiodes mutilus (Alcock, 1894) – ďas indopacifický
  - Lophiodes naresi (Günther, 1880) – ďas západopacifický
  - Lophiodes reticulatus Caruso & Suttkus, 1979 – ďas síťkovaný
  - Lophiodes spilurus (Garman, 1899) – ďas východopacifický
- rod Lophiomus Gill, 1883
  - Lophiomus setigerus (Vahl, 1797) – ďas černoústý
- rod Lophius Linnaeus, 1758 – ďas
  - Lophius americanus Valenciennes, 1837 – ďas americký
  - Lophius budegassa Spinola, 1807 – ďas černobřichý
  - Lophius gastrophysus Miranda-Ribeiro, 1915 – ďas černoploutvý
  - Lophius litulon (Jordan, 1902) – ďas tečkoploutvý
  - Lophius piscatorius Linné, 1758 – ďas mořský
  - Lophius vaillanti Regan, 1903 – ďas Vaillantův
  - Lophius vomerinus Valenciennes, 1837 – ďas jihoafrický
- rod Sladenia Regan, 1908
  - Sladenia zhui Ni, Wu & Li, 2012
  - Sladenia remiger Smith & Radcliffe, 1912 – ďas celebeský
  - Sladenia shaefersi Caruso & Bullis, 1976 – ďas Shaefersův